# Onthobium montheiti
Onthobium montheiti là một loài bọ cánh cứng trong họ Bọ hung (Scarabaeidae).